# Jakob Lutz (Politiker)
Jakob Lutz, auch Jakob Lutz-Rotach (* 30. April 1845 in Thal; † 2. Mai 1921 in Zürich), heimatberechtigt in Oberstrass, war ein Schweizer Lehrer und Politiker (DP).

## Leben

### Familie
Jakob Lutz war das zweitjüngste Kind des gleichnamigen Lehrers und dessen Ehefrau Friederike (geb. Hartmann); er hatte noch fünf Geschwister.
Seit 1870 war er mit Ida, die Tochter des Fabrikanten Johann Jakob Rotach aus Schwellbrunn, verheiratet, gemeinsam hatten sie mehrere Kinder. Eine Tochter war mit dem späteren Direktor der Landwirtschaftlichen Schule Strickhof, Gebhard Heeb (1866–1905), verheiratet und sein Sohn Otto Lutz (* 1875) wurde Bezirksrichter.
Sein Neffe war Otto Bürki (1873–1921), Vizepräsident des Schweizerischer Verbands der Landwirtschaftslehrer und Ingenieur-Agronomen (SVIAL).

### Werdegang
Jakob Lutz besuchte, nach der Primar- und Sekundarschule, seit 1860 das im April 1840 eröffnete, und von der Schweizerischen Gemeinnützigen Gesellschaft gestiftete, Armenerziehungsseminar Bächtelen in Bern.
Von 1862 bis 1865 wurde er am Lehrerseminar Münchenbuchsee (siehe Hofwil) zum Lehrer ausgebildet, das damals von Hans-Rudolf Rüegg (1824–1893) geleitet wurde. Nach Beendigung der Ausbildung war er als Lehrer und Hausvorstand an der Rettungsanstalt in Wiesen bei Herisau, tätig.
Er war von 1874 bis 1885 Verwalter der im Herbst 1874 eröffneten Zwangsarbeitsanstalt Uitikon, bevor er von 1885 bis 1897, als Nachfolger von Johannes Frick (1828–1885), Direktor der Landwirtschaftlichen Schule Strickhof in Oberstrass wurde.
Von 1889 bis 1897 war er Redaktor der Wochenzeitschrift Zürcher Bauer.
Jakob Lutz war von 1896 bis 1921, als Nachfolger von Adam Hafter (1834–1914), Verwaltungsratspräsident der Schweizerischen Hagelversicherungsgesellschaft; ihm folgte Emil Keller im Amt des Präsidenten.
1906 wurde er, als Nachfolger des Ständerats Paul Usteri-Escher, in den Verwaltungsrat der Rhätischen Bahn gewählt.

### Politisches und gesellschaftliches Wirken
Jakob Lutz war ein demokratischer Politiker und engagierte sich neben der Landwirtschaft um Verbesserungen im Gefängnis- und Armenwesen.
Von 1881 bis 1899 war er Zürcher Kantonsrat und präsidierte dort von 1894 bis 1895. Er war auch von 1897 bis 1901 Stadtrat von Zürich und leitete das Bauamt II; unter seiner Leitung wurde das neue Gaswerk in Schlieren gebaut, in Zürich die Pferdebahn in eine elektrische Strassenbahn umgebaut sowie die Strassen asphaltiert.
Er war von 1901 bis 1919 Regierungsrat und leitete anfangs als Direktor das Departement Inneres, von 1907 bis 1914 das Departement Gesundheit und Armenwesen und von 1914 bis 1919 erneut Inneres und Gefängniswesen; in dieser Zeit war er auch, als Nachfolger von Jakob Vogelsanger, vom 4. Dezember 1905 bis zu seinem Rücktritt aus gesundheitlichen Gründen am 1. November 1919, Nationalrat.
Im Regierungsrat wurde er 1902 zum Mitglied der Aufsichtskommission für die Korrektionsanstalt Uitikon, 1903 zum Vizepräsidenten und 1904 sowie 1911 zum Regierungspräsidenten gewählt.
1911 übte er das Amt des Präsidenten der Schweizerischen Armendirektorenkonferenz aus.

## Mitgliedschaften
Jakob Lutz war seit 1865 Mitglied der Schweizerischen Gemeinnützigen Gesellschaft.
Von 1885 bis 1888 war er Vorstandsmitglied und darauf von 1888 bis 1897 Aktuar des Schweizerischen Landwirtschaftlichen Vereins; ihm folgte Theodor Felber als Aktuar. Später wurde er Ehrenmitglied des Schweizerischen Landwirtschaftlichen Vereins.
Er war von 1885 bis 1890, als Nachfolger von Johannes Frick, Präsident des Schweizerischen Obst- und Weinbauvereins.
Jakob Lutz war von 1889 bis 1897, als Nachfolger von Adam Hafter, Präsident des Zürcher Landwirtschaftlichen Kantonalvereins.